# Marutamachi (métro de Kyoto)
Marutamachi (丸太町駅, Marutamachi-eki) est une station du métro de Kyoto sur la ligne Karasuma dans l'arrondissement de Nakagyō à Kyoto.

## Situation sur le réseau
La station Marutamachi est située au point kilométrique (PK) 6,9 de la ligne Karasuma.

## Histoire
La station a été inaugurée le 29 mai 1981.

## Services aux voyageurs

### Accès et accueil
La station est ouverte tous les jours.

### Desserte
- Ligne Karasuma :
  - voie 1 : direction Takeda (interconnexion avec la ligne Kintetsu Kyoto pour Nara)
  - voie 2 : direction Kokusaikaikan

### Dans les environs
- Kyōto-gosho
- Kyōto Gyoen